# Список умерших в 561 году

## Март
- 4 марта — Пелагий I, Папа Римский (556—561).

## Июнь
- 18 июня — Калогер Сицилийский, святой Римско-католической церкви, монах, отшельник, чудотворец, небесный покровитель города Агридженто на Сицилии.

## Ноябрь
- 29 ноября — Хлотарь I, король франков (511—561).

## Дата смерти неизвестна или требует уточнения
- Фарсман V, царь Иберии (547—561).
- Фэй-ди, император Северной Ци (559—560).
- Хаминг, франкский герцог.